# Martavis Bryant
Martavis Bryant (Calhoun Falls, 20 dicembre 1991) è un giocatore di football americano statunitense che milita nel ruolo di wide receiver per i Washington Commanders della National Football League (NFL). Al college ha giocato a football coi Clemson Tigers.

## Carriera professionistica

### Pittsburgh Steelers
Bryant fu scelto dai Pittsburgh Steelers nel corso del quarto giro (118º assoluto) del Draft NFL 2014. Debuttò come professionista nella settimana 7 contro gli Houston Texans, segnando subito un touchdown su passaggio di Ben Roethlisberger. La domenica successiva ricevette 5 passaggi per 83 yard e segnò altri due touchdown nella netta vittoria sugli Indianapolis Colts. Andò a segno anche nelle due domeniche successive contro Ravens e Jets, gara quest'ultima in cui fece registrare un nuovo massimo personale con 143 yard ricevute.
Nel quattordicesimo turno, nella vittoria esterna sui Bengals, Bryant ricevette da Roethlisberger un passaggio da touchdown da 94 yard, la seconda giocata più lunga della stagione di tutta la lega. La sua prima stagione regolare si chiuse con 26 ricezioni per 549 yard e 8 touchdown, guidando la NFL con una media di 21,1 yard a ricezione. Il 3 gennaio 2015, gli Steelers, privi del running back All-Pro Le'Veon Bell, furono subito eliminati nel primo turno di playoff dai Ravens, con Bryant che segnò l'unico touchdown della sua squadra.
Il 27 agosto 2015, Bryant fu sospeso per le prime quattro partite della stagione 2015 per abuso di sostanze dopanti. Tornò in campo nel sesto turno, ricevendo due touchdown dal terzo quarterback Landry Jones nella vittoria sui favoriti Cardinals. Nella settimana 10 ricevette un nuovo primato personale di 178 yard (con un touchdown) nella vittoria interna sui Browns. Nel primo turno di playoff in casa dei Bengals, Bryan segnò l'unico touchdown della sua squadra, con una ricezione giudicata tra le più spettacolari dell'anno, nella vittoria per 18-16.
Il 14 marzo 2016, Bryant fu sospeso per l'intera stagione 2016 dopo essere trovato ancora una volta positivo ai test antidoping. Tornato in campo nel 2017, tornò a segnare nel secondo turno contro i Minnesota Vikings, gara in cui guidò i suoi con 92 yard ricevute.

### Oakland Raiders
Il 26 aprile 2018 Bryant fu scambiato con gli Oakland Raiders per la 79ª scelta assoluta del Draft NFL 2018.